# Streichen (Balingen)
Streichen ist ein Stadtteil von Balingen im Zollernalbkreis in Baden-Württemberg. Er liegt auf der Schwäbischen Alb.

## Geographie

### Geographische Lage
Streichen liegt in einer Talmulde im oberen Bereich des Büttenbachtales zwischen Irrenberg, Hundsrücken und Heselwangen.

### Ausdehnung des Stadtgebiets
Streichen besitzt eine Gemarkungsfläche von 274 Hektar am Nordrand der Schwäbischen Alb.

## Geschichte
Streichen wurde um 1130 als „Striche“ erstmals erwähnt. Es gibt jedoch Anzeichen, dass diese Erwähnung nicht mit dem heutigen Ort in Verbindung steht. Der heutige Ort und das nicht mehr vorhandene Niederhofen dürften jüngere Siedlungen sein. Im 13. Jahrhundert gab es möglicherweise eine Burg (Burg Hinterwiesen) und ein Adelsgeschlecht. Im 14. Jahrhundert gehörte der Ort zur Herrschaft Schalksburg der Grafen von Zollern. 1403 verkauften die Grafen von Zollern die Herrschaft Schalksburg an Württemberg, womit auch Streichen württembergisch wurde. Der Ort gehörte nun zum Amt und später zum Oberamt Balingen, welches ab 1806 Bestandteil des Königreichs Württemberg war. 1934 wurde das Oberamt Balingen in Kreis Balingen umbenannt und ging 1938 im Landkreis Balingen auf.
Am 1. Januar 1971 wurde Streichen in die Stadt Balingen eingegliedert.
Streichen zählt heute 563 Einwohner und hat ein Freibad.

## Politik

### Ortsvorsteher
- Rüdiger Haasis (2019)

### Wappen
Die Blasonierung des Wappens von Streichen zeigt unter goldenem Schildhaupt eine schwarze Hirschstange, darunter ist das Wappen in schwarz und silber gespalten.
Erklärung: Das Schildhaupt symbolisiert die Zugehörigkeit zu Württemberg ab 1403, die Farben Schwarz und Silber diejenige zu Hohenzollern vor 1403.

## Kultur und Sehenswürdigkeiten

### Natur
Streichen gilt mit seiner geographischen Lage als das „Tirol Balingens“. Zahlreiche Wanderwege auf Irrenberg und Hundsrücken sowie in das Naturschutzgebiet Irrenberg-Hundsrücken laden zum Wandern in und um Streichen ein. Die gesamte Gemarkung liegt im Landschaftsschutzgebiet Hundsrücken.

### Bauwerke
Siehe auch: Liste der Kulturdenkmale in Streichen
- Evangelische Kirche (erbaut 1912/13 in unmittelbarer Nachbarschaft zur gotischen Vorgängerkirche aus dem 14. Jahrhundert; diese wurde nach dem Erdbeben vom 16. November 1911 wegen starker Beschädigungen versteigert und abgetragen). Erhalten geblieben von der alten Kirche sind ein steinernes Weihwasserbecken mit gotischem Flechtwerk und der Jahreszahl 1402 und der obere Teil eines Fischblasenmaßwerks. Diese sind beide an der neuen Kirche angebracht.